# Rue de la Paix (Le Touquet-Paris-Plage)
La rue de la Paix est une voie du Touquet-Paris-Plage dans le département du Pas-de-Calais. Après la traversée du boulevard Daloz, elle se poursuit par l'avenue de la Paix.

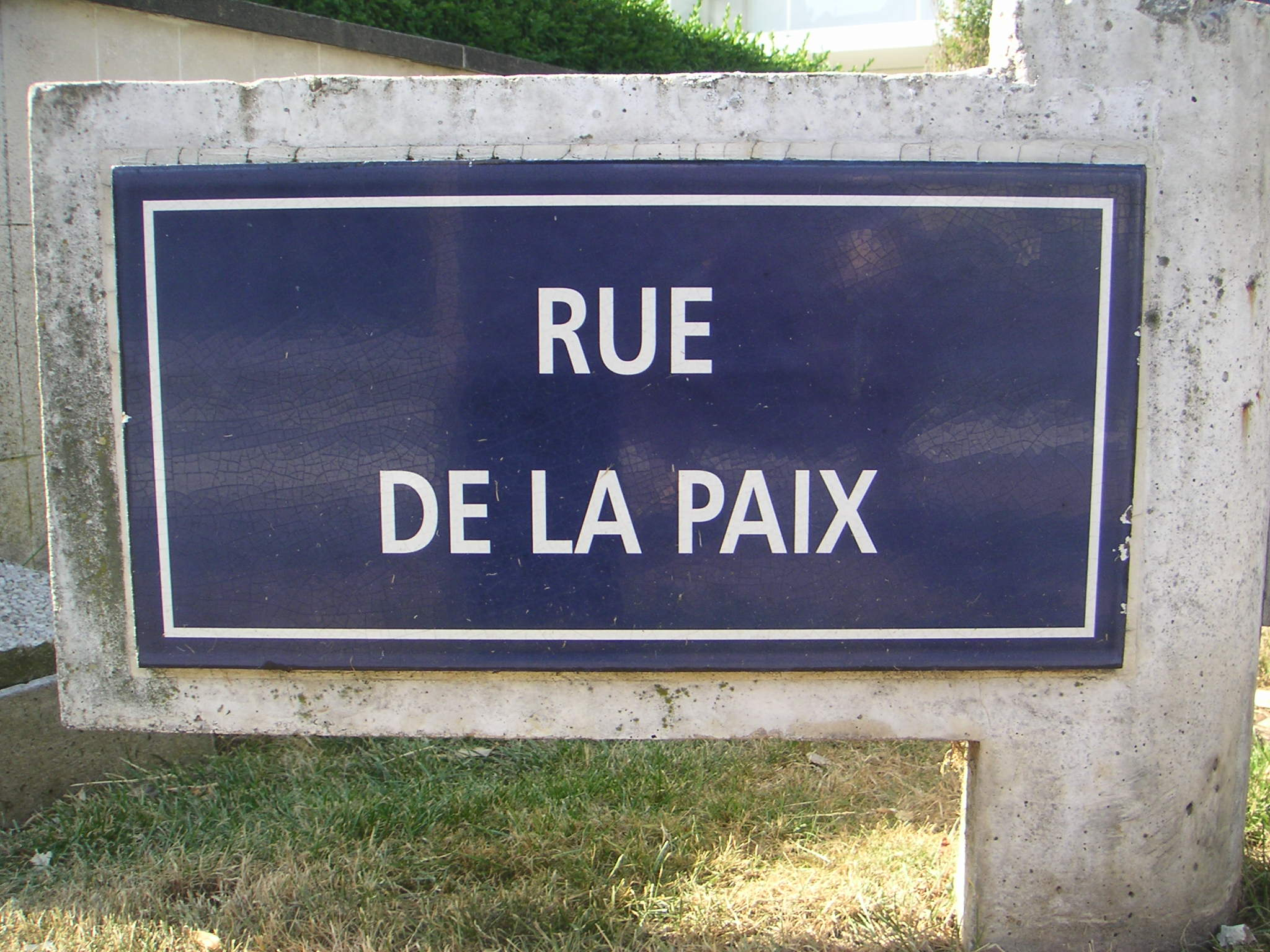

La rue de la Paix comprend des villas remarquables (inventaire des monuments historiques, inventaire général du patrimoine culturel) ou intéressantes par leur intérêt architectural ou historique.

## Localisation
La rue de la Paix est l'une des rues qui relient le boulevard du Docteur-Jules-Pouget au boulevard Daloz. Elle est située dans le lotissement défini par le géomètre Raymond Lens.
Au-delà du boulevard Daloz, cette voie prend le nom d'avenue de la Paix. Fin 2022, une nouvelle chaussée reliant l'avenue de la Paix à l'avenue Saint-Louis et à l'avenue Raymond-Lens a été créée.

## Côté impair

### Début de la rue de la Paix à l'intersection avec le boulevard Jules-Pouget
- no 1-3 (lot 288) - immeuble Fontainebleau[2], de 10 niveaux, construit en 1991. Cet immeuble comprend 78 appartements en copropriété[RNC 1].
- 5-7-9 - construction scindée en 4 villas :
  - no 5 (lot 155) - villa Le Printemps[2]
  - no 7 (lot 154) - villa L'Automne[2]
  - no 9 (lot 153) - villa L'Hiver[2]
  - (entrée au 134, rue de Paris) - villa L'Été[2].

### Intersection avec la rue de Paris
- (lot 152) immeuble de 5 niveaux, , rénovation en 2021.
- no 13 (lot 151) - villa avec de curieuses extensions à gauche et au-dessus.
- no 15 (lot 150) - hôtel Gaspard[2], ex hôtel « Le Chalet »
- no 17-19 (lots 149-148) - villa Les Elfes[2] transformé en hôtel « Equinoxe »[2], ravalement en 2022.

### Intersection avec la rue Saint-Georges
- no 21 (lot 136) - villa Les Embruns[2] construite par l'Entreprise Verdier (plaque sur la façade). Cette villa a été réaménagée en sept appartements en copropriété depuis 1980[RNC 2].
- no 23 (lot 135) - villa Madeleine[2].
- no 25 (lot 134) - villa Les Phlox [2].
- no 27 (lot 278) - villa Emmanalou[2]
- (lot 277) (entrée au 120, rue de Londres), maison d'angle construite en 1889[I 1], ancienne maison dont les murs sont couverts de bois.

### Intersection avec la rue de Londres
- (lot 407) maison d'angle (entrée 195, rue de Londres), grand escalier en pierre blanche à l'extérieur.
- no 29 (lot 408) - villa.
- 29 bis - villa. Permis de construire en 2024.
- no 31-33 (lot 296) - villa La Retraite[2].
- no 35 (lot 283) - villa d'angle. Commerce au rez-de-chaussée : la Conserverie touquettoise jusqu'en 2023 puis La Fine épicerie.

### Intersection avec la rue de Metz
- no 41 (lot 354) - immeuble de 4 niveaux. Commerce au rez-de-chaussée : Gourmandine.
  - no 43 (lot 281) - villa Quand-Même[2] réaménagée en quatre appartements en copropriété depuis 1981[RNC 3].
- no 45-47 (lot 364) - résidence Espadon[2], de 4 niveaux, construite en 1983. Elle comprend 13 appartements en copropriété[RNC 4].
- no 49 (lot 365)
  - villa au fond de l'allée
  - villa
  - no 49b - garage rénové et surélevé.
- no 51 (lot 266) - immeuble Les Optimistes de 5 niveaux, organisée en appartements en copropriété depuis 2018[RNC 5].

### Intersection avec la rue de Moscou
- (lot 257) (entrée au 97, rue de Moscou), immeuble La Paix, repeint en 2024-2025. Il comprend 10 appartements en copropriété[RNC 6].
- no 55-59 (lot 402) - résidence La Commanderie[2], de 6 niveaux. Cet immeuble construit en 1982 comprend 47 appartements en copropriété[RNC 7].
- no 61 (lot 254) - villa
- no 63 (lot 253) - villa
- no 65 (lot 250) - villa La Sereine[2],[DVF 1].
- no 67 (lot 249) - villa réaménagée en six appartements en copropriété depuis 1977[RNC 8].
- no 69 (lot 248) - villa construite en 1913[I 2]
- no 71 (lot 247) - villa
- (lot 406) (entrée au 66, rue Saint-Amand, angle avec le boulevard Daloz : villa Spontini[2].

### Fin de la rue de la Paix à l'intersection avec le boulevard Daloz: début de l'avenue de la Paix
Le numérotage des habitations de l'avenue de la Paix est un numérotage métrique.
- (lot 322) (entrée au 53, boulevard Daloz), villa Belles Rives, précédemment Jacma, construite au début des années 1960, repeinte en 2022.
- no 55 et 83 (lots 325 et 326) - villa,[DVF 2] Marbella. Permis de construire de 2023 pour la construction de deux bâtiments.
- no 101 (lot 327) - villa Tata Ice qui doit son nom au souvenir d'une « Tante Alice ». Les façades, les toitures et la pergola de la terrasse font l’objet d’une inscription au titre des monuments historiques depuis le 1er décembre 1997[3].
- nos 117-127 - une construction, deux villas :
  - no 117 (lot 328) - villa Radika
  - no 127 (lot 329) - villa Doudika
- no 143 (lot 330) - villa Jalna
- no   (lot 331) - villa

## Côté pair

### Intersection avec le boulevard Jules-Pouget
- no 2 - arrière de la villa Saint-Augustin, Thalassa, Phébus et Borée[2] à l'angle du boulevard Jules-Pouget (no 103, 105 et 105 bis). Elle a été construite en pierre de Marquise, en 1897 sur les plans de l'architecte polonais naturalisé français Ladislas Gasiorowski. Ses façades et toitures sont inscrites à l'inventaire des monuments historiques depuis le 18 décembre 1998. La villa Saint-Augustin a été réaménagée en cinq appartements en copropriété depuis 1987[RNC 9].
- no 4 (lot 173) - immeuble Columbia construit en 1984. Cet immeuble comprend 40 appartements en copropriété[RNC 10].

### Intersection avec la rue de Paris
- (lot 315) - villa Ribambelle, entrée 125, rue de Paris.
- no 12 (lot 201) -  - Cet immeuble, construit en 2013[4], comprend 10 appartements en copropriété[RNC 11].
- no 14-16 : groupe de deux villas, balcons en béton imitation branches d'arbres
  - no 14 (lot 202) - villa Les Algues
  - no 16 (lot 203) - villa Les Garennes
- no 18 (lot 204) - villa Pinocchio
- no 20 (lot 205) - villa Casamano
- no 22 (lot 206) - villa recouverte de bois, nom effacé. Permis de construire du 9 avril 2024 pour réhabilitation et extension sur les plans d'Alain Demarquette.
- no 24 (lot 207) -  (entrée au 122, rue de Londres) - villa Les Hirondelles.

### Intersection avec la rue de Londres
- no 26 (lot 361) - villa L'Abri, recouverte de bois. Cette villa a été réaménagée en six appartements en copropriété depuis 1985[RNC 12],[DVF 3].
- (lot 390) Au rez-de-chaussée de l'immeuble qui fait l'angle : commerce Brodbeck, créé en 1998[5], administrativement au 26, rue de la Paix ; géographiquement à l'angle avec le 112, rue de Metz. Le 10 décembre 2023, des investisseurs créent la société « Le Touquet Rue de la Paix » dans le but d'acquérir le terrain du 112 et les terrains voisins[6].

### Intersection avec la rue de Metz
- no 32-34 (lot 309) -  (entrée au 121, rue de Metz) - Commerces au rez-de-chaussée : Rôtisserie, Atelier galerie des Dunes. Cet immeuble en copropriété comprend 6 appartements[RNC 13].
- (lot 310) terrain à bâtir[DVF 4] avec permis de construire du 3 janvier 2025 pour « construction d'une habitation contemporaine » sur les plans d'Alain Demarquette.
- no 36 (lot 311) - villa Sainte-Anne[2], dépendance de la paroisse Sainte-Jeanne-d'Arc[7].
- no 38 (lot 312) - villa peinte en jaune.
- no 40 (lot 313) - résidence Le Kent[2] construite en 1988. Cet immeuble en copropriété comprend 13 appartements[RNC 14].
- no 42 (lot 314) - villa
- ensemble de constructions dues à l'architecte Joseph Magnin[f 1] :
  - no 44 (lot 315) - villa Janinet[2] réaménagée en 7 appartements en copropriété depuis 1980[RNC 15].
  - no 46 (lot 316) - villa Lavreince[2]
  - no 48 (lot 317) - villa Jean-Marie. Commerce au rez-de-chaussée : Atelier Aria, école de peinture.
- no 50 (lot 318) (entrée au 122, rue de Moscou) - Immeuble Debucourt[2] sur cinq niveaux. Cet immeuble a été réaménagé en 1980 et comprend 9 appartements[RNC 16].

### Intersection avec la rue de Moscou
- no 62-64 (lots 331-332-333) - Résidence Queen Victoria[2], construite en 2009 sur les plans de Frédéric Quételard[8] - Commerce au rez-de-chaussée : Generali. Cet immeuble en copropriété comprend 49 appartements[RNC 17].
- no 66 (lot 334) - villa Titoune
- no 68 (lot 335) - villa Sainte-Suzanne aménagée en appartements en 2020 et rebaptisée villa Suzanne[2].

### Fin de la rue de la Paix à l'intersection avec le boulevard Daloz: début de l'avenue de la Paix
Le numérotage des habitations de l'avenue Raymond-Lens est un numérotage métrique.
- no 40 (lot 321) église Sainte-Jeanne-d'Arc dont les travaux ont démarré le 5 avril 1910 sur les plans de l'architecte Lucien Viraut.
- (lot 320) (entrée au 34, avenue de la Reine-Victoria) - villa Rosallen construite sur les plans de l'architecte Léon Hoyez[9].

### Intersection avec l'avenue Victoria
- no 146 (lots 381 à 386) - Résidence Le Prince Albert construite en 1994. Elle comprend 23 appartements[RNC 18].

### Intersection avec l'avenue Saint-Louis
- no 208 (lot 380) - villa Sagama, construite sur les plans de l'architecte Boursier (plaque).
- nos 228-238 - groupe de deux villas, rénovées avec le concours de la Fondation du patrimoine.
  - no 228 (lot 378) - villa Les Charmilles
  - no 238 (lot 377) - villa Bois Joli
- no 256 (lot 376) - villa

### Intersection avec l'avenue de la reine May
- (anciennement n°3) (lot 569) - villa Castel Dune réaménagée en six appartements en copropriété en 1987[RNC 19].
- no 368 (lot 427) - villa, permis de construire du 19 avril 2023.
- no 406 - villa Baccara
- - villa Banco avec son « jardin remarquable ».

#### Registre national des copropriétés
1. ↑  Fiche de la copropriété Fontainebleau.
2. ↑  Fiche de la copropriété Les Embruns.
3. ↑  Fiche de la copropriété 43 rue de la Paix.
4. ↑  Fiche de la copropriété Espadon.
5. ↑  Fiche de la copropriété Les Optimistes.
6. ↑  Fiche de la copropriété La Paix.
7. ↑  Fiche de la copropriété La Commanderie.
8. ↑  Fiche de la copropriété 67 rue de la Paix.
9. ↑  Fiche de la copropriété Saint-Augustin.
10. ↑  Fiche de la copropriété Columbia.
11. ↑  Fiche de la copropriété 12 rue de la Paix.
12. ↑  Fiche de la copropriété Résidence L'Abri.
13. ↑  Fiche de la copropriété Copropriété angle 119 rue de Metz et rue de la Paix dans le Registre national des copropriétés.
14. ↑  Fiche de la copropriété Le Kent dans le Registre national des copropriétés.
15. ↑  Fiche de la copropriété Janinet dans le Registre national des copropriétés.
16. ↑  Fiche de la copropriété Paix Debucourt dans le Registre national des copropriétés.
17. ↑  Fiche de la copropriété Queen Victoria dans le Registre national des copropriétés.
18. ↑  Fiche de la copropriété Prince Albert.
19. ↑  Fiche de la copropriété Castel Dune.

#### Fichier des ventes immobilières sur le site de la DGFiP
1. ↑  vente en 2021.
2. ↑  vente en 2017.

#### Site des demandes de valeur foncière (DVF)
1. ↑  Vente en 2022.
2. ↑  Vente en 2022 puis en 2023.
3. ↑  Vente en 2023 puis en 2024.
4. ↑  Vente en 2020.

#### Ouvrages
- Édith et Yves De Geeter, Images du Touquet-Paris-Plage, juin 1987

1. ↑  p. 53.

#### Autres sources
1. ↑  
« Un nouvel aménagement pour la rue de la Paix au Touquet », sur le site du quotidien La Voix du Nord, 28 décembre 2022 (consulté le 15 juillet 2024).
2. 1 2 3 4 5 6 7 8 9 10 11 12 13 14 15 16 17 18 19 20 21 22 23 24 25 26  Nom visible sur la façade ou la clôture, en juillet 2024.
3. ↑  « Villa Tata Ice », notice no PA62000018, sur la plateforme ouverte du patrimoine, base Mérimée, ministère français de la Culture.
4. ↑  
« 12, rue de la Paix », sur le site pss-archi.eu, 3 avril 2022 (consulté le 15 juillet 2024).
5. ↑  Copie du registre du commerce et des sociétés.
6. ↑  [https://www.bodacc.fr/pages/annonces-commerciales-detail/?q.id=id:A202302381831 Annonce {{n°|1831 du Bulletin officiel des annonces civiles et commerciales (BODACC) A no 20230238 publié le 10 décembre 2023.
7. ↑  
« Concours d’églises en sable », sur le site de l'office de tourisme, 20 juillet 2021 (consulté le 15 juillet 2024).
8. ↑  
 |url=https://www.pss-archi.eu/immeubles/FR-62826-81943.html
 |titre=12, rue de la Paix
 |date=21 avril 2022
 |site=le site pss-archi.eu
 |consulté le 15 juillet 2024
}}.
9. ↑  Les Villas balnéaires au Touquet-Paris-Plage,tome 1, p. 26, Les Éditions du Passe-temps, novembre 2011,  (ISBN 2-95175-633-X).